# Sophronisca rufula
Sophronisca rufula là một loài bọ cánh cứng trong họ Cerambycidae.